# Brachygalba
Brachygalba és un gènere d'ocells de la família dels galbúlids (Galbulidae). Aquest jacamars, habiten principalment en selves humides de la zona neotropical, des de Panamà, per l'est dels Andes, fins al nord de Bolívia i l'oest de l'Amazònia del Brasil.

## Llista d'espècies
S'han descrit quatre espècies dins aquest gènere:
- jacamar carablanc (Brachygalba albogularis).
- jacamar capclar (Brachygalba goeringi).
- jacamar bru (Brachygalba lugubris).
- jacamar dorsifosc (Brachygalba salmoni).